# 선정 (북주)
선정(宣政, 578년 3월 ~ 12월)은 북주(北周) 무제(武帝) 우문옹(宇文邕)의 네번째 연호이다. 9개월 동안 사용하였다. 578년 6월, 무제의 뒤를 이어 즉위한 선제(宣帝)가 남은 7개월 동안 이어서 사용하였으며 579년에 개원하였다.

## 개원
- 건덕(建德) 7년 3월 25일[1](578년 4월 17일)에 연호를 선정(宣政)으로 개원함.[2][3][4][5]

- 선정(宣政) 2년 1월 1일[6](579년 2월 12일)에 연호를 대성(大成)으로 개원함.[7][3][4][5][8]

## 연대 대조표
| 선정        | 원년            |
| 서기        | 578년           |
| 간지        | 무술(戊戌)      |
| 남진 (南陳) | 태건(太建) 10년 |
| 후량 (後梁) | 천보(天保) 17년 |

## 동시대 연호

### 한국
신라(新羅)
- 홍제(鴻濟) (572년 ~ 584년)

### 중국
남진(南陳)
- 태건(太建) (569년 ~ 582년)

후량(後梁)
- 천보(天保) (562년 ~ 585년)

고창국(高昌國)
- 연창(延昌) (561년 ~ 601년)

기타 정권
- 고소의(高紹義) 무평(武平) (578년)

## 같이 보기
- 중국의 연호 목록